# گالوپ (شرکت)
شرکت گالوپ (به انگلیسی: Gallup Inc) که در ایران بیشتر با نام مؤسسه گالوپ شناخته می‌شود، یک شرکت مشاوره مدیریتی است که بیش از همه چیز برای مؤسسه نظرسنجی گالوپ (به انگلیسی: Gallup Poll) شناخته شده‌است.
مؤسسه گالوپ از معتبرترین موسسات نظرسنجی در جهان است که آشنایی با مراحلی که برای انجام نظرسنجی در این مؤسسه انجام می‌شود، حائز اهمیت است.
جورج هاوس گالوپ یکی از متخصصین استفاده از روش‌های آماری در مطالعه افکار و عقاید عمومی، در ۲۷ دسامبر ۱۹۳۵ مؤسسه استخراج عمومی را بنیاد نهاد که به نام خود وی گالوپ خوانده می‌شود. مخارج این مؤسسه از حق اشتراک مؤسسات تبلیغاتی و تولیدی در ایالات متحده آمریکا تأمین می‌شود. بسیاری از کشورهای جهان در مواردی گوناگون، جهت اطلاع از افکار عمومی به این مؤسسه مراجعه می‌کنند.